# Barnadesia aculeata
Barnadesia aculeata  es una especie de planta con flor en la familia de las Asteraceae; endémica de  Ecuador.
Su hábitat natural son matorrales subtropical o tropical, de altas altitudes.
Se conocen seis subpoblaciones confinadas a los Andes central, cuatro en áreas cerca de Loja;  y dos en la carretera Gualaceo-Limón. Probablemente haya adicionales subpoblaciones dentro del Parque nacional Podocarpus.  Está amenazada por pérdida de hábitat.